# Міхалув-Рудніцький
Міхалув-Рудніцький (пол. Michałów Rudnicki) — село в Польщі, у гміні Кломниці Ченстоховського повіту Сілезького воєводства.
У 1975-1998 роках село належало до Ченстоховського воєводства.